# Thư Lâm, Hà Nội
Thư Lâm là một xã thuộc thành phố Hà Nội, Việt Nam. 
Xã được hình thành trên cơ sở sáp nhập xã Thụy Lâm, xã Vân Hà, một phần các xã Xuân Nộn, thị trấn Đông Anh và các xã Liên Hà, Dục Tú, Nguyên Khê, Uy Nỗ, Việt Hùng thuộc huyện Đông Anh cũ trong đợt Sáp nhập tỉnh, thành Việt Nam 2025.

## Tên gọi
Tên gọi Thư Lâm có nghĩa là rừng chữ hay rừng sách, chỉ sự học hành đỗ đạt nhiều và nền văn hóa học thuật. Đầu thế kỷ XIX, Thư Lâm là một tổng thuộc trấn Kinh Bắc, gồm ba xã Bằng Lâm (sau đổi thành Thư Lâm), Đào Xá, Xuân Lôi (sau đổi thành Thụy Lôi). Sau Cách mạng tháng Tám năm 1945, xã Thụy Lôi và Thư Lâm sáp nhập thành xã Đức Hợp, đến năm 1965 là xã Thụy Lâm.

## Lịch sử
Xã Thư Lâm được thành lập theo Nghị quyết số 1656/NQ-UBTVQH15 của Ủy ban Thường vụ Quốc hội Việt Nam, ban hành ngày 16 tháng 6 năm 2025. Theo đó, sắp xếp toàn bộ diện tích tự nhiên, quy mô dân số của xã Thụy Lâm, xã Vân Hà, một phần diện tích tự nhiên, toàn bộ quy mô dân số của xã Xuân Nộn, một phần diện tích tự nhiên, quy mô dân số của thị trấn Đông Anh và các xã Liên Hà, Dục Tú, Nguyên Khê, Uy Nỗ, Việt Hùng thuộc huyện Đông Anh cũ thành xã mới có tên là xã Thư Lâm.

## Địa lý
Xã Thư Lâm nằm ở phía đông bắc thành phố Hà Nội, có vị trí địa lý:
- Phía Bắc giáp xã Sóc Sơn và Đa Phúc
- Phía Tây giáp xã Phúc Thịnh
- Phía Đông giáp tỉnh Bắc Ninh
- Phía Nam giáp xã Đông Anh.[7]

Sau sắp xếp xã có diện tích tự nhiên 43,82 km2, quy mô dân số 102.580 người.

## Hành chính
Trụ sở Đảng ủy xã đặt tại thôn Hà Lỗ (xã Liên Hà cũ), trụ sở Ủy ban Nhân dân xã đặt tại thôn Thiết Bình (xã Vân Hà cũ).

## Kinh tế
Xã Thư Lâm phát triển kinh tế theo định hướng công nghiệp hóa - hiện đại hóa, với sự chuyển dịch cơ cấu kinh tế. Địa phương ưu tiên tăng tỷ trọng các ngành công nghiệp, xây dựng, thương mại - dịch vụ, đồng thời giảm dần tỷ trọng nông nghiệp.
Trên địa bàn hiện có hai cụm công nghiệp lớn là Liên Hà và Vân Hà chuyên sản xuất đồ gỗ, đóng vai trò quan trọng trong thúc đẩy tăng trưởng kinh tế và chuyển dịch cơ cấu lao động. Thư Lâm cũng có làng nghề truyền thống như chạm khắc gỗ và đồ gỗ mỹ nghệ Vân Hà, Liên Hà; sơn mài và đồ gỗ ép phun sơn Liên Hà, Thụy Lâm.
Trước xu thế thu hẹp diện tích đất nông nghiệp, xã Thư Lâm phát triển nông nghiệp công nghệ cao, sản xuất theo chuỗi giá trị khép kín với mục tiêu bảo vệ môi trường và nâng cao năng suất, trong đó có mô hình chuỗi sản xuất lúa gạo VietGAP tại Hợp tác xã Dịch vụ nông nghiệp và Kinh doanh tổng hợp Liên Hà.

## Xã hội

### Giáo dục
Ngoài các trường mầm non, tiểu học và trung học cơ sở, xã có các trường trung học phổ thông Đông Anh, An Dương Vương và Liên Hà.
Các cơ sở giáo dục cao hơn gồm Trường Cao đẳng nghề Việt Nam - Hàn Quốc và Trường Trung cấp nghề Cơ khí I Hà Nội.

### Y tế
Xã Thư Lâm có Bệnh viện Bắc Thăng Long cùng các trạm y tế tương ứng các xã cũ.

## Văn hóa

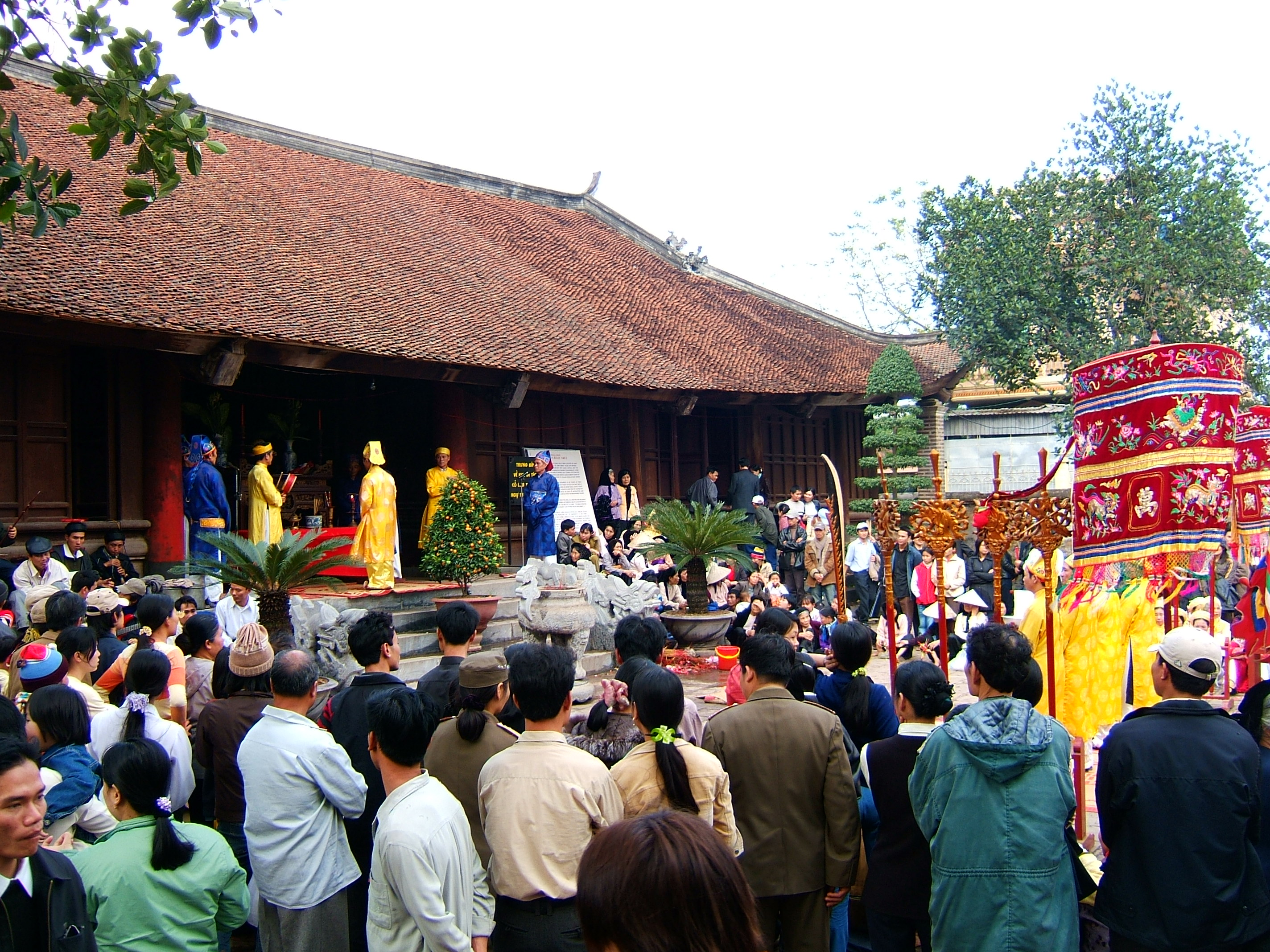
Hội làng Quậy ở thôn Giao Tác

Xã Thư Lâm được biết đến với nghề múa rối nước Đào Thục, đồng thời có nhiều di tích được xếp hạng cấp Quốc gia tiêu biểu như Cụm di tích đền Sái - đền Thượng - chùa Sái (xếp hạng năm 1986), đình Thụy Lôi (1986), đình Hà Lỗ (1989), đình Đào Thục (1995), đình Kim Tiên (1998) và đình Vân Điềm (2006).

## Giao thông

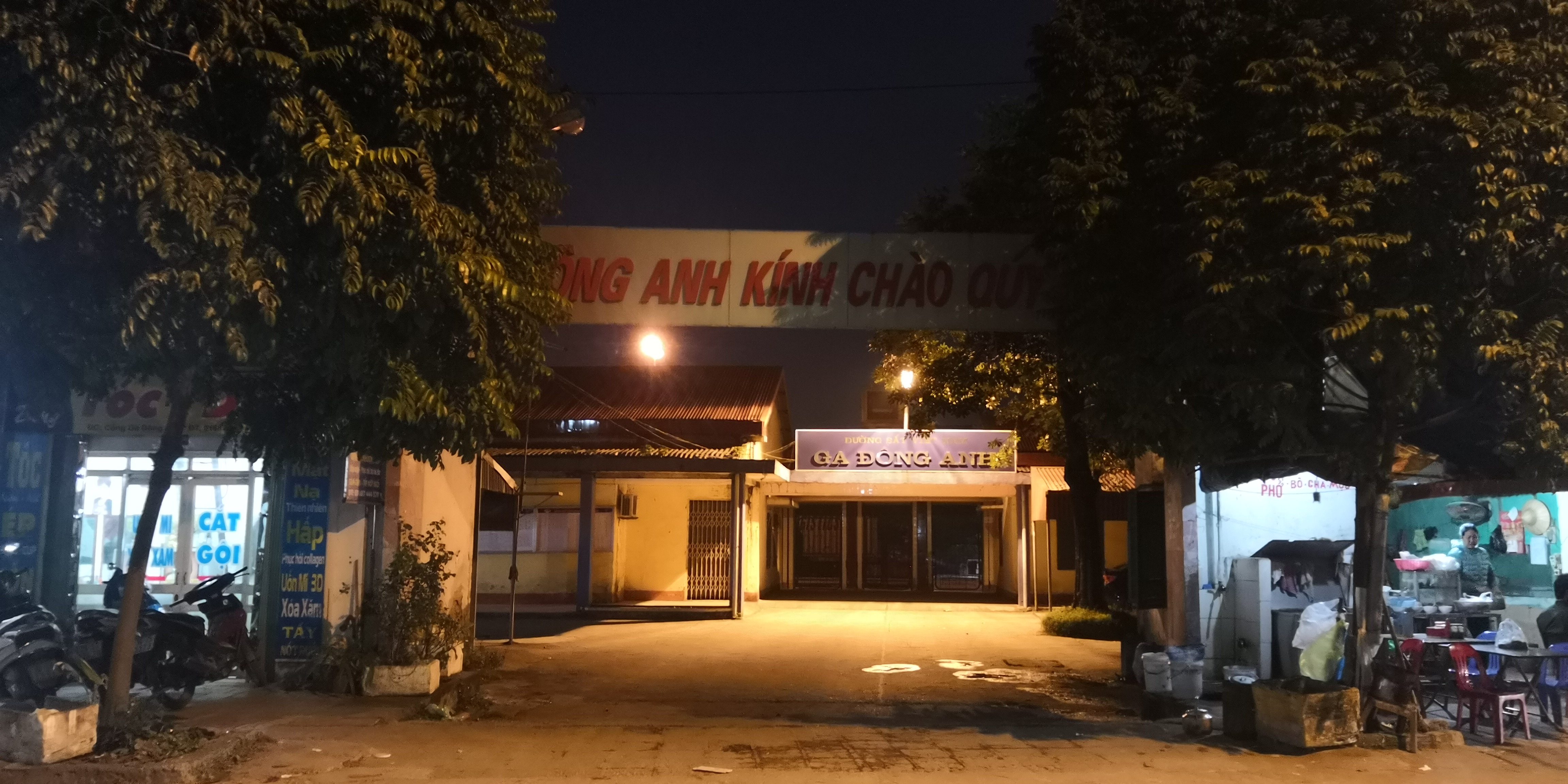
Ga Đông Anh

Xã Thư Lâm có hệ thống giao thông phát triển đồng bộ, là điểm kết nối giữa trung tâm Thủ đô và các khu vực phía Bắc. Trên địa bàn xã có các tuyến đường lớn đi qua như đường cao tốc Hà Nội - Thái Nguyên (quốc lộ 3 mới, CT.07), quốc lộ 3 cũ, tỉnh lộ 179. Xã cũng có đường sắt Hà Nội - Lào Cai đi qua, với điểm dừng là ga Đông Anh, tạo điều kiện thuận lợi cho vận tải hàng hóa và hành khách liên vùng. Xã nằm cách sân bay quốc tế Nội Bài 13 km.